# Ischnopontonia lophos
Ischnopontonia lophos är en kräftdjursart som först beskrevs av Barnard 1962.  Ischnopontonia lophos ingår i släktet Ischnopontonia och familjen Palaemonidae. Inga underarter finns listade i Catalogue of Life.